# Carota (EP)
Carota è il quinto EP del gruppo musicale italiano Lo Stato Sociale, pubblicato da Garrincha Dischi/Universal Music il 12 febbraio 2021.

## Tracce
1. Il giorno dopo (CAROTA #1) (feat. Willie Peyote, Mamakass) – 3:27 (testo: Guglielmo Bruno, Alberto Cazzola, Francesco Draicchio, Lodovico Guenzi, Alberto Guidetti, Enrico Roberto, Matteo Romagnoli – musica: Alberto Cazzola, Francesco Draicchio, Lodovico Guenzi, Alberto Guidetti, Enrico Roberto, Matteo Romagnoli) – prodotto da Mamakass
2. Colorado (CAROTA #2) (feat. Mamakass) – 3:16 (Alberto Cazzola, Francesco Draicchio, Lodovico Guenzi, Alberto Guidetti, Enrico Roberto, Matteo Romagnoli) – prodotto da Mamakass
3. Mare di cartone (CAROTA #3) (feat. Mamakass) – 3:15 (Alberto Cazzola, Francesco Draicchio, Lodovico Guenzi, Alberto Guidetti, Enrico Roberto, Matteo Romagnoli, Fabio Dale’, Carlo Frigerio) – prodotto da Mamakass
4. Al sole dell'ultima spiaggia (CAROTA #4) – 3:16 (Alberto Cazzola, Francesco Draicchio, Lodovico Guenzi, Alberto Guidetti, Enrico Roberto, Matteo Romagnoli) – prodotto da Enrico Roberto "Carota"
5. DJ di Merda - Regaz Version (CAROTA #5) – 3:15 (Alberto Cazzola, Francesco Draicchio, Lodovico Guenzi, Alberto Guidetti, Enrico Roberto, Matteo Romagnoli) – prodotto da Fabio Gargiulo, Congorock

## Formazione
- Alberto Cazzola - voce, basso
- Francesco Draicchio - sintetizzatori, voce
- Lodovico Guenzi - voce, chitarre, pianoforte e sintetizzatori
- Alberto Guidetti - drum machine, sintetizzatori e voce
- Enrico Roberto - voce, sintetizzatori